# Goniaster
Genre
Synonymes
- genre Astrogonium Müller & Troschel, 1842[2]
- sous-genre Goniaster (Astrogonium) Müller & Troschel, 1842[2]
- genre Phaneraster Perrier, 1894[2]

Goniaster est un genre d'étoiles de mer de la famille des Goniasteridae.

## Description
En créant ce genre Louis Agassiz en donne la description suivante : « Corps pentagonal, bordé d'une double série de larges plaques qui portent des épines ; face supérieure noueuse ». La tuberculation est cependant très variable, autant sur les plaques marginales que sur les dorsales : les spécimens peuvent être totalement lisses en presque entièrement hérissés de piquants coniques.

## Liste d'espèces
Selon World Register of Marine Species (26 novembre 2020) :
- Goniaster mulleri Heller, 1858 †
- Goniaster scrobiculatus Heller, 1858 †
- Goniaster tessellatus (Lamarck, 1816)

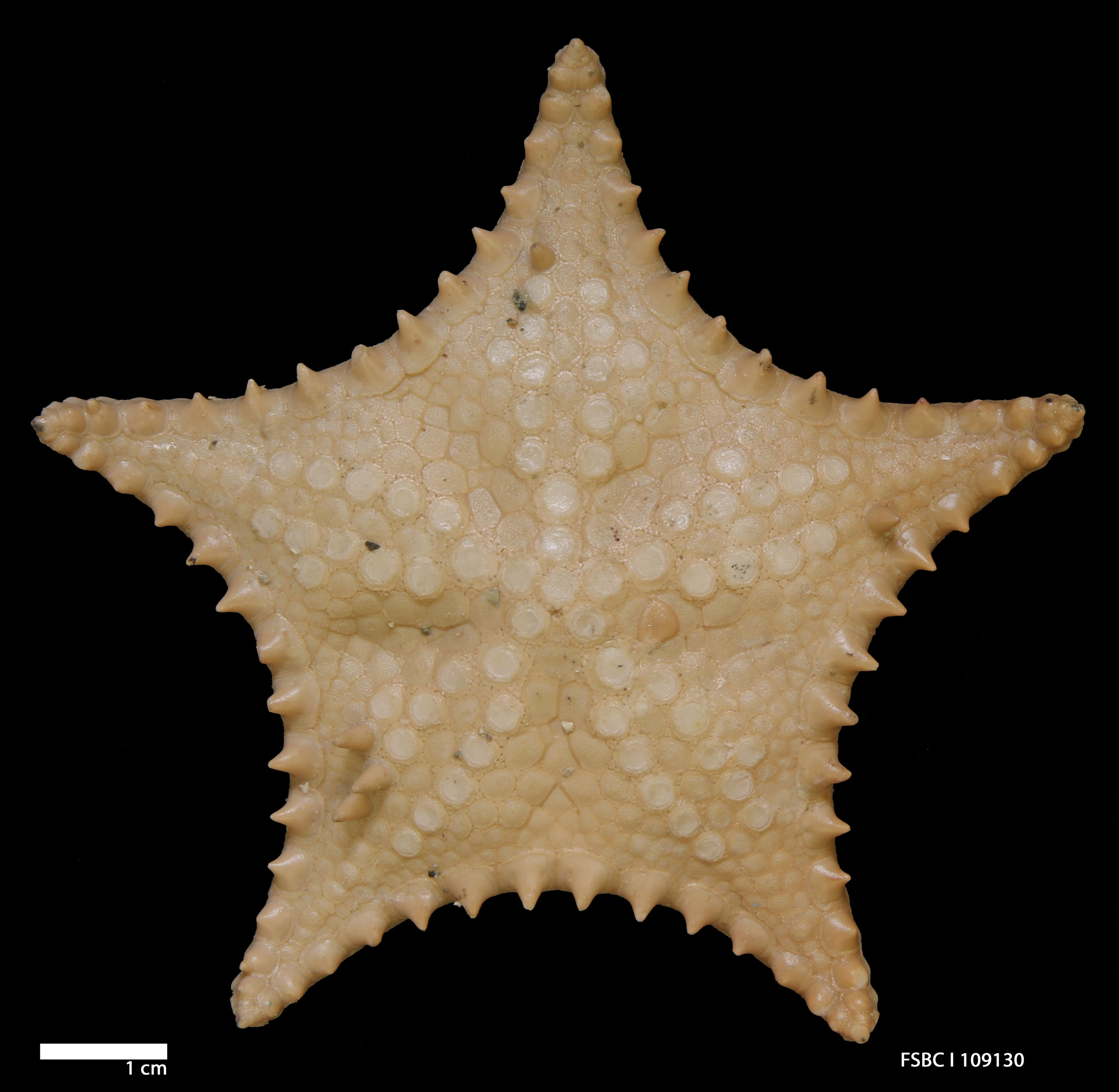
Goniaster tessellatus (spécimen séché de muséum).

## Publication originale
- [Agassiz 1828] Louis Agassiz, « Prodrome d'une Monographie des Radiaires ou Echinodermes », Mémoires de la Société des Sciences naturelles de Neuchâtel, vol. 1,‎ 1836, p. 168-199 (ISSN 1420-2298 et 2297-3273, OCLC 6160007, DOI 10.5169/SEALS-100084, lire en ligne).